# Фраат III (цар Парфії)
Фраат III (парф. Frahāt) (70 р. до н. е. — 57 р. до н. е.) — великий цар Парфії з династії Аршакідів. Син та наступник Сінатрука.
За часів правління Фрагата відбувалася активна експансія Римської республіки на Близькому Сході та у Закавказзі.
У 69 р. до н. е. — до Фрагата звернулися Мітрідат Евпатор та Тигран Великий за допомогою у війні проти Риму. Останній ще носив титул цар царів, але вже був готовий повернути Фрагату усі території, які анексував у Парфії у попередні десятиліття — і «сімдесят долин», й північну Месопотамію, й Адіабену.
06. 10. 69 р. до н. е. у битві біля міста Тигранокерта армія Лукулла у кількості близько 25000 військових, кістяком якої були два дисципліновані та досвідчені легіони, вщент розбила значно переважаюче кількістю військо «царя царів» (близько 80 тис.) Катастрофа біля Тигранокерта перетворила Тиграна Вірменського на другорядного Закавказького деспота. Луцій Лукулл, довідавшись після цієї перемоги про перемовини вірмен та понтійців з парфянами, відправив до Фрагата власне посольство, очолюване легатом Секстілієм.
Політика непідкріплених діями обіцянок, яку вів Фрагат стосовно усіх сторін цієї війни, дратувала Лукулла, він дав наказ одному з підлеглих командирів — Сорнатію — перейти до Гордуени у 67 р. до н. е. з метою розпочати війну й проти Парфії. Але на заваді цьому став заколот у римських легіонах, які були занадто виснажені нескінченними походами та війнами. Відповідно до розпоряджень Сенату Лукулла було відкликано та на його місце призначено Гнея Помпея, який прибув до театру воєних дій у 66 р. до н. е..
Першою дією Помпея на сході стало убезпечення кордонів з Парфією. Фрагат, жодного дня не беручі участі у тривалій війні, внаслідок угоди з Помпеєм, повернув Парфії Пн. Месопотамію у тому ж 66 р. до н. е.
У 65 р. до н. е. Фрагат зробив спробу захопити Вірменію для свого зятя та однойменного сина Тиграна Великого. Ця кампанія була невдалою. 
В решті решт, у 64 р. до н. е., за безпосередньої участі римлян, між Парфією та Вірменією було укладено мир, першій остаточно відійшла Північна Месопотамія та Адіабена, римляни відтяли Гордуену.
Щодо внутрішньої політики Фрагата наразі нічого не відомо. Переважна більшість його монетних емісій мала легенду грец. ΒΑΣΙΛΕΩΣ ΜΕΓΑΛΟΥ ΑΡΣΑΚΟΥ ΕΥΕΡΓΕΤΟΥ ΕΠΙΦΑΝΟΥΣ ΦΙΛΕΛΛΗΝΟΣ, але відома принаймні одна емісія з додатком грец. ΘΕΟΠΑΤΟΡΟΣ — Син Бога (карбовано у Екбатанах) та одна емісія з грец. ΘΕΟΥ — Бог (бито у Селевкії).
Фрагата було вбито синами Міхрдатом та Ородом у 57 р. до н. е.. Майже одразу після його смерті між його синами почалася війна за парфянський трон.